# Station Denée-Maredsous
Station Denée-Maredsous was een spoorwegstation langs spoorlijn 150 (Tamines - Jemelle) in Denée, een deelgemeente van de gemeente Anhée. Het station bevindt zich in de vallei van de Molignée, en ligt daarmee vrij afgelegen van het dorp Denée. De ligging werd echter strategisch gekozen, wegens de nabijheid van de bekende Abdij van Maredsous. Tegenwoordig fungeert de haast volledig bewaarde stationsinfrastructuur als restaurant en als eindpunt voor de Les Draisines de la Molignée. Ook loopt er een fietspad dat deel uitmaakt van het RAVeL-net voorbij het station en loopt door langs de 283 m lange tunnel van Maredsous. De blikvanger van het station en het restaurant was jarenlang de oude motorwagen van het type 554 die er tentoongesteld stond. Deze werd in 2015 verkocht aan de toeristische spoorlijn 'Stoomtrein Dendermonde-Puurs'.

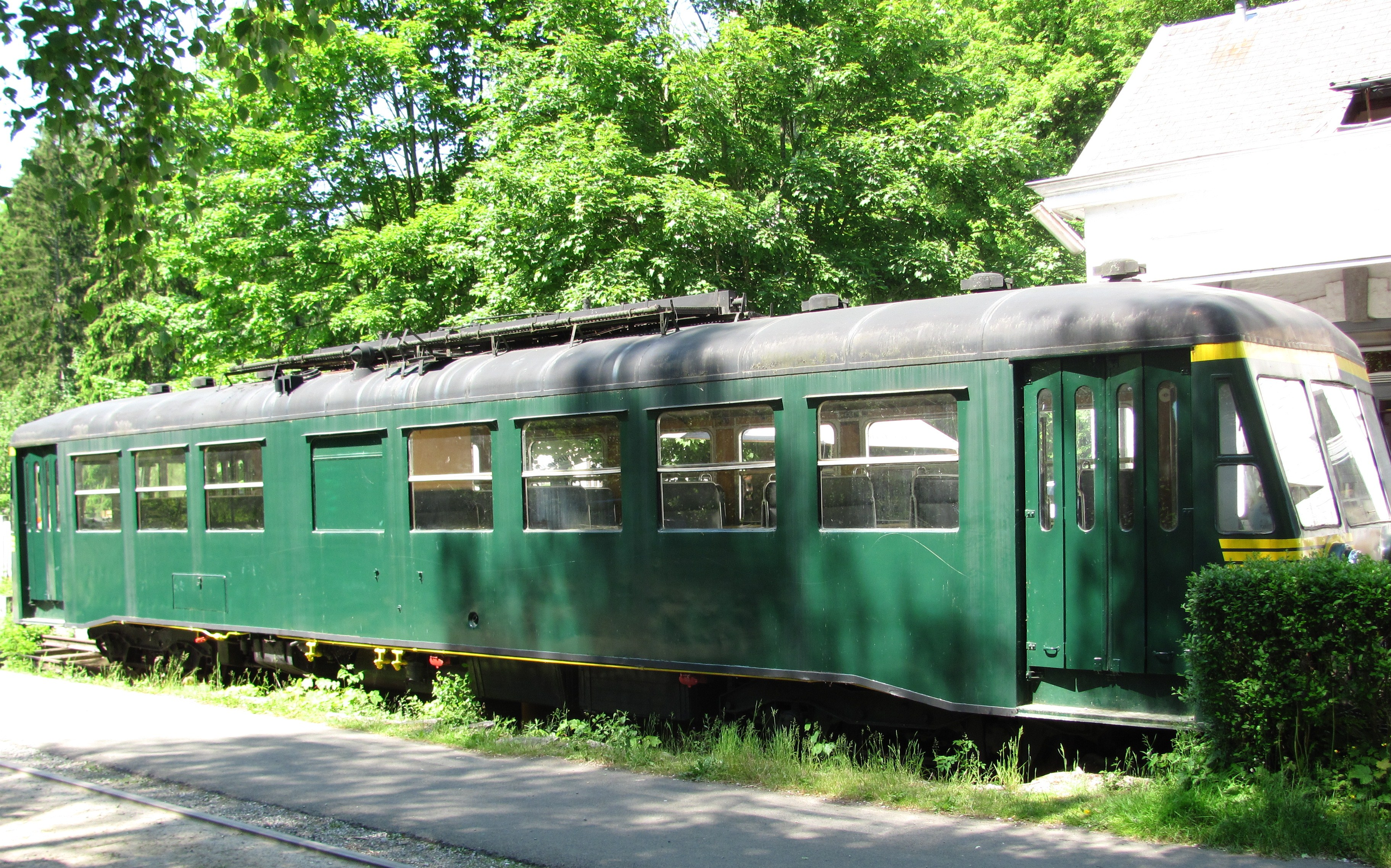
Motorwagen  type 554 langs zij
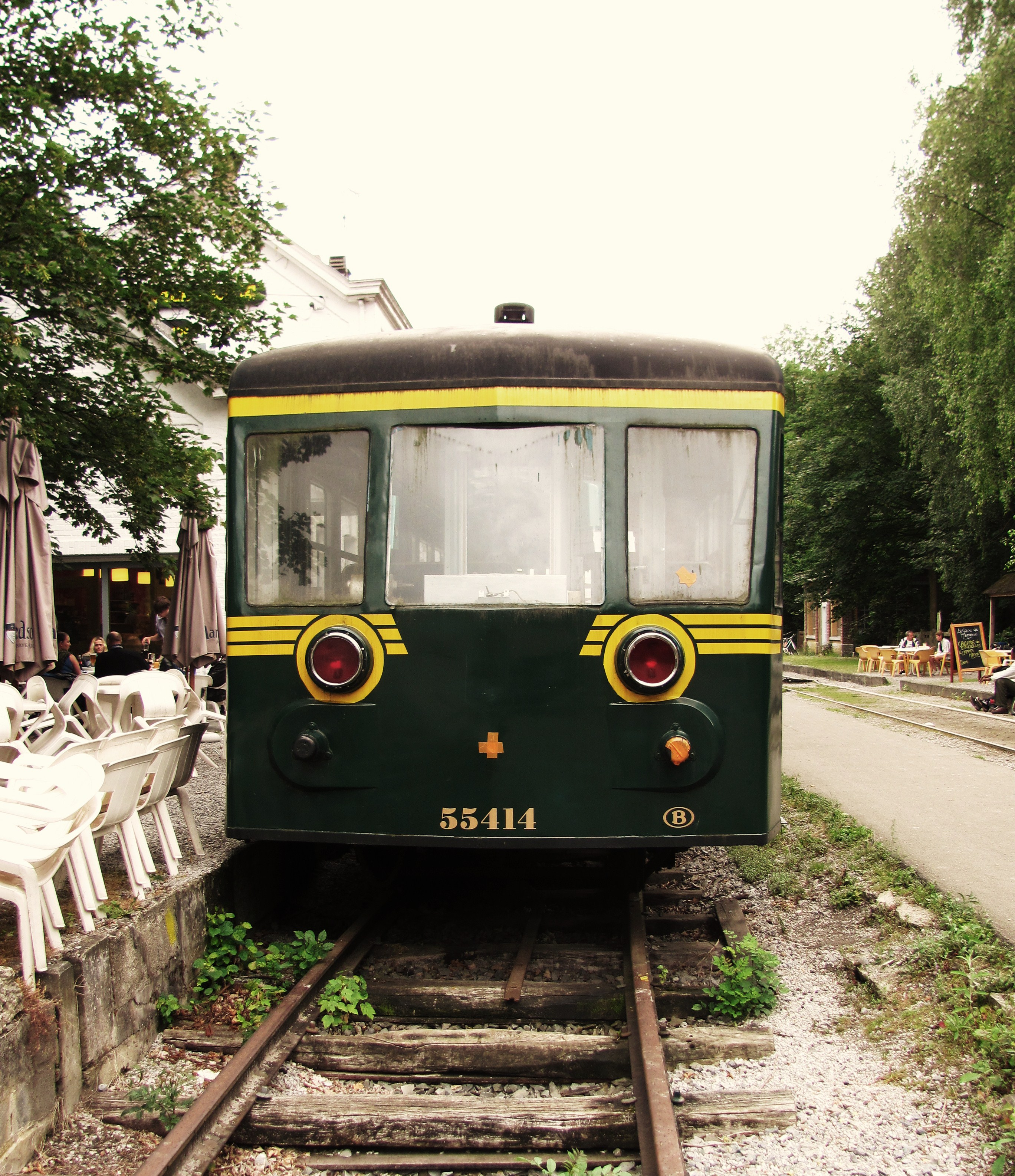
Motorwagen type 554 vooraanzicht

0,0: Tamines ·
2,7: Falisolle ·
5,6: Aisemont ·
10,5: Fosses-la-Ville ·
13,3: Bambois ·
17,4: Saint-Gérard ·
20,7: Mettet ·
24,3: Furneaux ·
25,3: Ermeton-sur-Biert ·
28,2: Maredret ·
29,8: Denée-Maredsous ·
31,3: Sosoye ·
32,8: Falaën ·
35,1: Haut-le-Wastia ·
37,4: Warnant ·
40,3: Anhée ·
41,4: Anhée-Jonction ·
Bouvignes-sur-Meuse ·
Dinant ·
Neffe ·
Anseremme ·
Walzin ·
Gendron-Celles ·
Château d'Ardenne ·
0,0: Houyet ·
3,7: Hour-Havenne ·
5,1: Wanlin ·
8,2: Vignée ·
11,1: Villers-sur-Lesse ·
15,3: Eprave ·
19,3: Rochefort ·
23,1: Jemelle